# Équipe du Congo féminine de handball
Ne doit pas être confondu avec Équipe de république démocratique du Congo féminine de handball.
Maillots
Dernière mise à jour : 12 décembre 2024.
L'équipe du Congo féminine de handball est une sélection des meilleures joueuses qui représente la République du Congo dans les compétitions internationales majeures : les Jeux olympiques, les championnats du monde et les championnats d'Afrique des nations.
Elle a disputé 25 des 26 championnats d'Afrique en glanant le titre à quatre reprises (1979, 1981, 1983, 1985), se classant ainsi deuxième au palmarès des équipes les plus titrées d'Afrique derrière l'équipe d'Angola féminine de handball.
L'équipe du Congo a pris part à sept reprises à un Championnat du monde, obtenant son meilleur résultat lors de sa première participation en 1982 avec une 12e place.
Quant aux Jeux olympiques, le Congo ne compte qu'une seule participation, terminant 6e et dernier en 1980.

## Histoire

### Les débuts (années 1970)
Avant 1976, l'équipe du Congo féminine de handball ne participe à aucune compétition majeure. C'est lors de sa première participation en 1976 qu'elle termine troisième et que l'épopée congolaise démarre notamment avec un titre lors de l'édition suivante en 1979.
Pendant cette même décennie, le Congo remporte également deux fois de suite les Jeux d'Afrique centrale en 1976 à Libreville au Gabon et en 1978 à Luanda en Angola, victoires face au Cameroun.

### La domination (années 1980)
La décennie 1980 est marquée par une nette et totale domination des congolaises sur la scène continentale raflant au passage trois (3) des cinq (5) éditions organisées durant cette période (1981, 1983, 1985) et terminant troisième lors des deux autres éditions (1987, 1989). Cette période est aussi marquée par les premières participations de l'équipe congolaise de handball aux Jeux olympiques (1980) terminant sixième, et au championnat du monde féminin de handball en 1982, terminant douzième, ce qui constitue le meilleur parcours de l'équipe dans cette compétition. Elle termine également deuxième aux Jeux africains en 1987.

### Les années 1990
Dans les années 1990, l'équipe du Congo féminin de handball ne remporte aucun trophée majeure et ne participe qu'une seule fois au championnat du monde féminin de handball en 1999, terminant à la vingt-deuxième place. Tout de même, cette équipe termine troisième en 1991, deuxième en 1992, quatrième en 1994 et en 1996, mais deuxième en 1998.
En trois éditions des Jeux africains, elle termine trois fois deuxième (1991, 1995, 1999).

### Les années 2000
L'équipe du Congo réalise de belles choses lors de cette période en championnat d'Afrique : deuxième en 2000, sixième en 2002, cinquième en 2004 et troisième en 2006 et 2008.
Elle participe à trois championnats du monde sur cinq : vingt-deuxième en 2001, dix-septième en 2007 et vingtième en 2009.
Pendant les Jeux africains, elle termine quatrième en 2003 et deuxième en 2007.

### Les années 2010 (bilan mitigé)
Cette période est la plus sombre du handball congolais, l'équipe ne réussit pas à se qualifier à une seule édition du championnat du monde. Sur le plan continental, le bilan est nettement catastrophique car le Congo ne réussit même pas à faire un seul podium lors des championnats d'Afrique terminant cinquième en 2010, 2014 et 2018, sixième en 2012 et quatrième en 2016.
Pendant les Jeux africains, l'équipe termine deuxième en 2011 et seulement sixième lors des cinquantenaire des Jeux africains à Brazzaville en 2015.

### À partir de 2020
Après dix années de disette, l'équipe du Congo semble retrouver un vent nouveau qui permet à l'équipe de revenir sur la scène continentale et internationale notamment en 2021 où elle termine quatrième au championnat d'Afrique, ce qui lui permet de retrouver la scène internationale lors du championnat du monde de 2021 en étant la seule équipe africaine à sortir des phases de poule terminant à la vingt-troisième place. L'année 2022 est marquée par la première médaille obtenue en championnat d'Afrique depuis 2008, se qualifiant ainsi pour la prochaine édition de championnat du monde 2023 prévu en Suède où l'équipe termine à la vingt-sixième place.
Pour la 26e édition du championnat d'Afrique, l'équipe du Congo termine à la sixième place. Malgré cette contre performance de l'équipe, il faut noter toutefois les performances individuelles des joueuses qui ont su tirer leur épingle du jeu avec pour point d'orgue le titre de meilleure joueuse de la compétition obtenu par Fanta Diagouraga.

## Palmarès

### Titres et trophées
L'équipe du Congo féminine de handball est l'une des plus titrées du continent derrière l'Angola. Elle a en tout remporté quatre fois les championnats d'Afrique des nations.
| Jeux olympiques - 1980 : 6e et dernière Jeux africains - 1987 : 2e - 1991 : non qualifié - 1995 : 2e - 1999 : 2e - 2003 : 4e - 2007 : 2e - 2011 : 2e - 2015 : 6e - 2019 : non qualifié - 2023 : non qualifié | Championnats du monde - 1957 à 1978 : non qualifié - 1982 : 12e - 1986 à 1997 : non qualifié - 1999 : 22e - 2001 : 22e - 2003 : non qualifié - 2005 : non qualifié - 2007 : 17e - 2009 : 20e - 2011 à 2019 : non qualifié - 2021 : 23e - 2023 : 26e - 2025 : non qualifié | Championnats d'Afrique des nations - 1974 : non participant - 1976 : 2e - 1979 : Champion - 1981 : Champion - 1983 : Champion - 1985 : Champion - 1987 : 3e - 1989 : 3e - 1991 : 3e - 1992 : 2e - 1994 : 4e - 1996 : 4e - 1998 : 2e - 2000 : 2e - 2002 : 6e - 2004 : 5e - 2006 : 3e - 2008 : 3e - 2010 : 5e - 2012 : 6e - 2014 : 5e - 2016 : 4e - 2018 : 5e - 2021 : 4e - 2022 : 3e - 2024 : 6e |

## Statistiques en phases finales des compétitions internationales
Cette section traite de toutes les statistiques concernant l'équipe du Congo en phase finale des compétitions internationales au 19 décembre 2024 :
| Statistiques                                  | Jeux olympiques      | Championnat du monde          | Championnat d'Afrique |
| --------------------------------------------- | -------------------- | ----------------------------- | --- |
| Nombre de participations (première-dernière)  | 1 (1980)             | 7 (1982-2021)                 | 25 (1976-2022) |
| Meilleur résultat                             | 6e place (1980)      | 12e place (1982)              | 1re place (1979, 1981, 1983 et 1985) |
| Plus mauvais résultat                         | 6e place (1980)      | 26e place (2023)              | 6e place (2002, 2012 et 2024) |
| Médailles remportées                          |                      |                               | Médaille d'or, Afrique · Médaille d'or, Afrique · Médaille d'or, Afrique · Médaille d'or, Afrique · Médaille d'argent, Afrique · Médaille d'argent, Afrique · Médaille d'argent, Afrique · Médaille de bronze, Afrique · Médaille de bronze, Afrique · Médaille de bronze, Afrique · Médaille de bronze, Afrique · Médaille de bronze, Afrique · Médaille de bronze, Afrique · Médaille de bronze, Afrique |
| Matches joués (dont rencontres éliminatoires) | 5 (?)                | 45 (?)                        | ? (?) |
| Victoires (dont rencontres éliminatoires)     | 0 (?)                | 8 (?)                         | ? (?) |
| Égalités (dont rencontres éliminatoires)      | 0 (?)                | 0 (?)                         | ? (?) |
| Défaites (dont rencontres éliminatoires)      | 5 (?)                | 37 (?)                        | ? (?) |
| Plus grand nombre de victoires                | 0                    | 3 (2023                       | ? |
| Plus petit nombre de victoires                | 0                    | 0 (1982, 1999, 2001)          | ? |
| Plus grand nombre de défaites                 | 5                    | 7 (1982, 2009)                | ? |
| Plus petit nombre de défaites                 | 5                    | 4 (2007,2023)                 | ? |
| Nombre total de buts inscrits                 | 46                   | 989                           | ? |
| Nombre total de buts concédés                 | 159                  | 1384                          | ? |
| Différence de buts totale                     | -113                 | -395                          | ? |
| Plus grand nombre de buts inscrits            | 46                   | 234 (2009)                    | ? |
| Plus petit nombre de buts inscrits            | 46                   | 91 (1999)                     | ? |
| Plus grand nombre de buts concédés            | 159                  | 285 (2009)                    | ? |
| Plus petit nombre de buts concédés            | 159                  | 151 (2001)                    | ? |
| Meilleure différence de buts                  | -113                 | -21 (2023)                    | ? |
| Plus mauvaise différence de buts              | -113                 | -114 (1982)                   | ? |
| Plus large victoire acquise                   | 0                    | 32 - 20 (Iran en 2023         | ? |
| Plus large défaite concédée                   | 9 - 39 (Yougoslavie) | 11 - 37 (Yougoslavie en 1982) | ? |

## Personnalités liées à la sélection
Joueuses
- Ndona Bassarila, élue dans l'équipe-type de la CAN 2008
- Gisèle Donguet, meilleure joueuse et meilleure arrière gauche de la CAN 2006
- Aurèle Itoua-Atsono
- Solange Koulinka, porte-drapeau du Congo aux Jeux olympiques d'été de 1980
- Jocelyne Mavoungou
- Joséphine Nkou
- Chantal Okoye, élue dans l'équipe-type de la CAN 2008
- Fanta Diagouraga, élue meilleure joueuse et meilleure demi-centre du Championnat d'Afrique des nations 2024

Sélectionneurs
- Gheorghe Ionescu : sélectionneur de 2005 à 2008